# Eulàlia Escuder Fàbregas
Eulàlia Escuder Fàbregas, död 1868, var en spansk affärsidkare. 
Hon och hennes make grundade 1831 en sidenfabrik, uppnådde framgång och utvidgade den till två. Hon var omvittnat aktivt delaktig i affärsverksamheten. 
Hon stod som förebild för huvudpersonen i Dolors Monserdà i Vidals novell La Fabricanta 1904. 